# Motoori Norinaga
Motoori Norinaga (本居宣長?  Matsuzaka, provincia de Ise; 21 de junio de 1730 – Matsuzaka; 5 de noviembre de 1801) fue un erudito japonés del Kokugaku (estudio de la antigua cultura y literatura japonesa) durante la era Edo. Es probablemente el más conocido y prominente de los eruditos en esta tradición.

## Biografía
Norinaga nació en Matsuzaka, en la provincia de Ise (actual prefectura de Mie). Fue el segundo hijo de la familia Ozu, una familia de comerciantes de Matsuzaka. Tras la muerte de su hermano mayor, Norinaga se convirtió en heredero de la familia Ozu. En 1748, fue adoptado por la familia Imaida, para ser devuelto dos años después.
Tras la sugerencia de su madre, a la edad de 22 años, Norinaga fue a Kioto a estudiar medicina aunque también estudia filología china y japonesa bajo la tutoría del neoconfucionista Hori Keizan. En ese momento comienza a interesarse por los clásicos japoneses y decide entrar al campo del Kokugaku bajo la influencia de Ogyū Sorai y Keichū. Con los cambios constantes en el idioma japonés, los antiguos clásicos eran difícilels de entender para los japoneses de la era Edo y los textos necesitaban un análisis filológico para poder ser comprendidos apropiadamente. La vida en Kioto también infundió en el joven Norinaga una pasión por la cultura tradicional de la corte japonesa.
A su regreso a Matsuzaka abrió un consultorio médico para niños mientras se entretenía, en sus tiempos libres, con la lectura del Genji Monogatari y el Nihonshoki . A la edad de 27 años, adquirió varios libros de Kamo no Mabuchi y se embarcó en sus estudios del Kokugaku. Como doctor, adoptó el nombre de uno de sus ancestros samurai, Motoori.
Hacia 1763, Norinaga conoció a Mabuchi en persona cuando el último visitó Matsuzaka; dicha reunión es conocida como “la noche en Matsuzaka”. Norinaga aprovechó la visita para consultar a Mabuchi para que revisase sus anotaciones del Kojiki . Mabuchi sugirió que Norinaga debía primero abordar las anotaciones en el Man'yōshū con el fin de habituarse al antiguo kana llamado man'yōgana. Este momento sería la única reunión entre ambos, aunque ellos continuaron una relación por correspondencia y, con el apoyo de Mabuchi, Norinaga pudo abarcar de mejor manera su investigación sobre el Kojiki. 
Entre los discípulos de Norinaga se encuentran Ishizuka Tatsumaro, Nagase Masaki, Natsume Mikamaro, Takahashi Mikiakira y Motoori Haruniwa (hijo de Norinaga).
A pesar de que se le conoce mayormente sus actividades como estudioso del Kokugaku, pasó cuarenta años como doctor en Matsuzaka y estuvo observando pacientes hasta diez días antes de su muerte en 1801.

## Obras
Entre las obras más importantes de Norinaga se encuentran el Kojiki-den, hecho en un período de alrededor 35 años, y sus anotaciones del Genji Monogatari. Norinaga criticó a Ogyū Sorai por su adoración a la enseñanza y civilización china, a pesar de que él mismo tiene una gran influencia sobre la metodología filología de Sorai. Sus ideas fueron influidas por el intelectual chino Wang Yangming, quien argumentaba por el “conocimiento innato”, en la que la humanidad tenía la habilidad de la intuición natural (en oposición a lo racional) en distinguir al bien del mal.
Los eruditos de la época tenían una preferencia por la grandeza y la masculinidad de la poesía del Man'yōshū y una aversión al Genji Monogatari, que era visto como cobarde y femenino. Norinaga ensalzó la posición del Genji Monogatari, del cual lo expresó como mono no aware, una sensibilidad particular de “aflicción en el sufrimiento” que Norinaga incluyó en la esencia de la literatura japonesa.
En sus análisis de textos en japonés antiguo hizo contribuciones vitales al establecer una tradición gramatical en el japonés nativo, en particular el análisis de clíticos, partículas y verbos auxiliares.